# 本田信次
本田 信次（ほんだ しんじ、1958年〈昭和33年〉 - ）は、日本の詩人。

## 概要
- 北日本新聞「北日本文芸」詩壇選者

詩誌「大マゼラン」は、1991年（平成3年）、本田の呼びかけで、高橋修宏、田中勲、尾山景子、井崎外枝子らが同人となり創刊された。これまで、井坂洋子、蜂飼耳、河津聖恵、池井昌樹、和合亮一、長谷部奈美江、松尾真由美、片岡直子、田野倉康一、川口晴美など、H氏賞や中原中也賞などを受賞した詩人等が執筆。なお、デザイナーの伊藤久恵による装丁は、日本グラフィックデザイン協会（JAGDA）で入選するなど瀟洒。1991年10月12日付の北日本新聞で、吉増剛造が「詩誌大マゼラン創刊に寄せて」という一文を寄稿している。同誌は2008年(平成20年）5月発行の第11号で終刊した。
その後、個人詩誌として「Magellan Future」が、2021年（令和3年）12月に創刊され、井坂洋子、時里二郎、福間健二、田　原、高橋修宏が寄稿。（「現代詩手帖」2023年4月号の詩誌月評で、詩人・作家の山﨑修平が本田の作品「好きなだけここに」について、「「きみ」をめぐるものを辿りながら、すこしずつ主体の内面を手繰り寄せてゆく。「救われ」ることは誰かにとって救うこと。その描かれない誰かの無数のことばが「きみ」を作り、主体を象ってゆく。引用最終行に涙を禁じえないのは、「耕作放棄地」に込められた幾世代もの記憶、ことばであり、トポスへの畏敬の念によるものだろう。」と紹介。中日新聞夕刊（2025年（令和7年）1月6日）の「中部の文芸」で、評者の北川朱実が、同誌3号（2024年（令和6年）10月刊）に発表の「ズッキーニと戦争」を紹介。
なお、雑誌「VITA」19号（1994年（平成6年）12月　富山県いきいき長寿財団発行）にて、「真冬の湾岸通りを歩くー日本のベニス内川近景」を寄稿（写真：池端滋）し、内川べりを「日本のベニス」と形容した。「当時、内川べりを、日本のベニスと形容する人はいなかったのではないかと思うが、何よりも運河と生活が一体となっている陰影のある水辺の景色の美しさや、暮らしとともに歩んできた水の歴史を伝えたいという強い思いから、あえて「日本のベニス」と表現した。」と本田はSNSで語っている。また、内川べりには、敬愛するスペインの詩人で画家のヒネス・セラン・パガンが住んでいたことから、内川べりの風景が悠久であれという願いを込めたとのことである。（2024年5月18日付の北日本新聞1面コラム「天地人」で紹介）

## 略歴
- 1980年（昭和55年）3月 金沢大学法文学部法学科卒業
- 1981年（昭和56年）4月 富山市役所入庁
- 2001年（平成13年）6月 ～ 2005年（平成17年）7月 富山現代詩人会副会長
- 2004年（平成16年）11月 ～現在 北日本新聞新年小学生詩コンクール審査員
- 2005年（平成17年）11月 ‐ 富山県詩人協会の創設発起人となり、理事・事務局長
- 2010年（平成22年）4月　～ 日本現代詩歌文学館振興会評議員
- 2015年（平成27年）4月 ～ 2016年（平成28年）3月富山市環境部長
- 2016年（平成28年）4月 ～ 2018年（平成30年）3月 富山市企画管理部長(ロックフェラー財団の「100のレジリエント・シティ」やOECD、世界銀行等の関連事業の推進に、ジョセフ・ランゾウ同市CRO・政策参与と尽力）
- 2018年（平成30年）4月～ 2025年（令和7年）3月 富山市政策監
- 2019年（令和元年）5月 ～ 2024年（令和6年）8月 内閣府民間資金等活用事業推進委員会専門委員（計画部会・事業推進部会）
- 2021年（令和3年）11月～  富山県詩人協会副会長・事務局長
- 2023年（令和5年）10月～　北日本新聞「北日本文芸」詩壇選者
- 2025年（令和7年）4月～　(公財）富山市民文化事業団常務理事
- 2025年（令和7年）5月～　富山市政策アドバイザー（まちづくり・国際連携・文化振興）

## 著書・論文等
- 1991年（平成3年）8月 - 詩誌「大マゼラン」を創刊
- 1993年（平成5年）9月 - 『WORLD POETRY 1993』に作品収録（英訳）
- 1999年（平成11年）6月 - 詩集『PMトロント』（思潮社）ISBN 4-7837-1118-6（辻井喬の推挙で資生堂現代詩花椿賞候補に。1999年7月31日付の図書新聞で岩成達也が「手応え十分、しかも本格的、読む愉しささえ与えてくれる一冊だ。」と論評。その他、東京新聞で井坂洋子、北日本新聞で片岡直子、現代詩手帖で田野倉康一などが論評した。）
- 2007年（平成19年）4月 ～2009年（平成21年）12月 北日本新聞夕刊コラム（悠閑春秋）に執筆
- 2009年（平成21年）12月 - 詩と写真『MERMAID』出版
- 2011年（平成23年）12月 ～ 現在 北日本新聞回顧詩壇執筆
- 2016年（平成28年）9月 - 米国ノースカロライナ州ダーラム市の「姉妹都市フェア」にて自作英詩2篇（「A Fragmentary Passage to Word」「Luscious Gravity」）が展示される。
- 2020年（令和2年）10月 - 高橋修宏との二人詩誌「NS」を発行
- 2020年（令和2年）12月 - 論文「富山市のコンパクトなまちづくりの歴史的意義」,『実践政策学』第6巻第2号
- 2021年（令和3年）6月 - 論文「富山市のまちづくりとリーダーシップの歴史的考察」,（公財）日本学術協力財団『学術の動向』6月号
- 2021年（令和3年）12月- 個人詩誌「Magellan Future」創刊
- 2022年（令和4年）4月- 寄稿「富山市のスマートシティ戦略の特徴と成果」, 医学書院『公衆衛生』Vol.86
- 2022年（令和4年）6月 - 日本大学ロバート・F・ケネディ賞（奨学金）
- 2024年（令和6年) 3月　時事通信社『公民連携白書2023～2024』共著（東洋大学PPP研究センター編著）
- 2025年（令和7年) 4月 - 寄稿「富山市のコンパクトなまちづくりの深化」,(一社）環境情報科学センター『環境情報科学』54-1 2025